# Dvojni pulsar
Dvojni pulsar je sistem koji se sastoji od pulsara i prateće zvezde ili kompaktnog zvezdanog ostatka (drugi pulsar, beli patuljak, crna rupa) koji su dovoljno blizu da međusobno budu vezani jakom gravitacionom interakcijom. Dvojni pulsari odašilju impulse koji na našu planetu stižu u kratkim periodima velike preciznosti koji se mere radio teleskopima.
Pulsar i njegova dvojna komponenta kruže oko zajedničkog centra mase po svojim, međusobno različitim, eliptičkim orbitama. Kretanje po orbitama je u skladu sa Keplerovim zakonima.
Dvojni pulsari zbog svojih jakih gravitacionih polja imaju veliki značaj za eksperimentalno proučavanje opšte teorije relativnosti. Za njihovo otkriće je 1993. godine dodeljena Nobelova nagrada iz fizike.

## Pronalazak i detekcija
Dvojni pulsari su otkriveni 1974. godine pomoću radio-teleskopa Arecibo, a otkrili su ga Rasel Hals i Džozef Tejlor, koji su za ovo otkriće dobili Nobelovu nagradu iz fizike 1993. godine. Najzapaženiji od četrdesetak dvojnih pulsara otkrivenih tim posmatranjem bio je dvojni pulsar nazvan PSR 1913+16 (pulsari se nazivaju po svojim koordinatama), a njegova binarna orbita otkrivena je na osnovu simetričnih varijacija primljenih periodičnih signala, na osnovu Doplerovog pomaka u radio frekventnom spektru. Izmerene su odstupanja od 0,059 s od perioda na svakih 7,75 sati, što je objašnjeno da se pulsar najverovatnije okreće oko nekog drugog tela sa tim periodom. Kada se pulsar kreće u smeru ka Zemlji, frekvencija impulsa raste u odnosu na srednju vrednost i obrnuto. Drugo telo u sistemu pored pulsara, pošto se njegovo zračenje ne registruje, mora biti tamno telo (ugašena neutronska zvezda, beli patuljak slabog zračenja) ili drugi pulsar čiji snop zračenja ne pogađa Zemlju.
Dvojni pulsari su objekti koji se teško detektuju. Njihova detekcija se, pre svega, vrši preko X zračenja u sistemima gde je pratilac zvezda. Zračenje nastaje mehanizmom akrecije, tj. procesom u kom gas sa zvezde privučen gravitacijom pulsara pretiče ka pulsaru i stvara brzo-rotirajući disk oko njega (akrecioni disk) koji zrači. Kod pulsara čiji je pratilac kompaktni zvezdani ostatak nemoguć je mehanizam akrecije, pa ovi pulsari zrače jedino u radio-spektru, što dodatno otežava njihovu detekciju.

## Osobine dvojnih pulsara
Karakteristične osobine dvojnih pulsara proističu iz jake gravitacione interakcije i karakterističnih osobina pratioca.
Osnovna osobina dvojnih pulsara po kojoj se i utvrđuje dvojnost sistema su varijacije u učestalosti radio impulsa koji pulsar šalje. Svaki mlad pulsar (koji je i jedini detektibilni pulsar) emituje radio-zračenje u uskom prostornom uglu oko ose različite od njegove ose rotacije. Teleskopima se detektuju periodični impulsi u trenucima kad je osa zračenja uperena ka zemlji. Perioda ovih impulsa jednak je periodu rotacije usamljenog pulsara oko svoje ose. U dvojnom sistemu pulsar zajedno za pratiocem rotira i oko zajedničkog centra mase, što dovodi do varijacija u učestalosti radio impulsa.

## Evolucija dvojnog pulsara
Otkriće koje je korenito promenilo do tada prihvaćenu teoriju o evoluciji pulsara bilo je otkriće ultrabrzog pulsara PSR 1937+21 sa najkraćim periodom poznatim do danas, koji iznosi 1,56 ms, tj. 642 obrtaja u sekundi, što pokazuje da je on mnogo mlađi od svih do sada pronađenih pulsara.
Pulsar rođenjem stiče jako magnetno polje koje usporava njegovu rotaciju (za oko 4x10−8 s dnevno). Sa starenjem, pored usporenja rotacije, pulsaru slabi i magnetno polje i on se vremenom gasi, tj. prestaje da emituje bilo kakvo zračenje. Međutim, kod pulsara u tesno dvojnim sistemima postoji fenomen transfera mase koji ih može reinkarnirati.

### Tesno dvojni sistemi
Ako je druga komponenta u sistemu dvojnog pulsara zvezda, oko pulsara se vremenom obrazuje akrecioni disk i padanjem čestica sa diska na pulsar, on vremenom dobija masu i moment impulsa i ubrzava se kao čigra. Kod sporih procesa akrecije, magnetno polje pulsara toliko slabi tokom vremena da se on može ubrzati do ogromnih brzina, te može ponovo da počne da emituje radio talase i vraća se u život kao ultrabrzi pulsar sa slabim magnetnim poljem. Za to vreme je i njegova druga komponenta, od zvezde, preko faze džina, postala beli patuljak.
Posle uočene mogućnosti reinkarnacije pulsara, kriterijum za određivanje starosti pulsara postala je jačina magnetnog polja, a ne brzina rotacije, kao do tada.

## Podela
Osnovne klase dvojnih pulsara su:
- Ekscentrični dvojni pulsari velikih masa – pulsari čije su mase reda veličine 10 masi Sunca, ekscentričnih su orbita i sa veoma dugim periodom koji može trajati od nekoliko nedelja do nekoliko godina.
- Dvojni pulsari kružnih orbita sa belim patuljkom – dvojna komponenta ovih pulsara je beli patuljak, pulsar je reinkarniran, najčešće je milisekundnog perioda i kružne orbite.
- Dvojni pulsari od dve neutronske zvezde – dvojni pulsari sa kratkim orbitalnim periodom i ekscentričnim orbitama. Pomoću njih se vrše najprecizniji i najjači testovi dokaza opšte teorije relativnosti.
- Sistem pulsara sa belim patuljkom u ekscentričnoj orbiti – ovakvi sistemi obično sadrže mladi i nereciklirani pulsar u orbiti sa belim patuljkom. Imaju posebnu evoluciju, zato što ovde obe komponente sistema nisu iste starosti, nego je sam pulsar nastao mnogo kasnije.
- Dupli pulsari – dvojni pulsar čije su obe komponente aktivni pulsari. Prvi ovakav sistem je otkriven 2003. godine. Zajedno sa sistemom od dve neutronske zvezde, dupli dvojni pulsar ima najveću ulogu u eksperimentalnim ispitivanjima Ajnštajnove teorije relativnosti.[7][8]

## Primena
Pomoću dvojnih pulsara su proverene mnoge pretpostavke opšte teorije relativnosti, za šta je bilo potrebno osmatrati neki sistem sa mnogo jačim gravitacionim poljem od onog u Sunčevom sistemu. S ciljem potvrde OTR-a, među prvim posmatranjima van Sunčevog sistema bilo je kretanje periastrona na orbiti dvojnog pulsara PSR 1913+16. Ovim posmatranjem je potvrđeno postojanje gravitacionog zračenja, tj. gubitka energije u vidu gravitacionih talasa kako je predviđeno Ajnštajnovom opštom teorijom relativiteta.

## Literatura
- Vukićević-Karabin, Mirjana; Atanacković, Olga (2010). Opšta astrofizika. Zavod za udžbenike i nastavna sredstva. стр. 158—162. ISBN 978-86-17-16947-1.

## Dodatna literatura
- D. Lorimer (2008). „Binary and millisecond pulsars”. Living Rev. Relativity. 8. Архивирано из оригинала 12. 9. 2015. г. Приступљено 7. 11. 2015.
- C. Will (2001). „The confrontation between general relativity and experiment”. Living Rev. Relativity. 4: 4. Bibcode:2001LRR.....4....4W. arXiv:gr-qc/0103036 .
- I. H. Stairs. Binary pulsars and tests of general relativity. Proceedings of the International Astronomical Union. 5. стр. 218—227. doi:10.1017/S1743921309990433.

## Spoljašnje veze
- Prof. Martha Haynes Astro 201 Binary Pulsar PSR 1913+16 Website
- Nobel Prize for the binary pulsar discovery
- Neutron Star Masses Архивирано на веб-сајту  (17. октобар 2012)